# Koza
Koza (polnisch „Ziege“), auch dudy podhalańskie, ist eine Sackpfeife, die im südpolnischen Bergland Podhale gespielt wird. Die koza besitzt eine separate Bordunpfeife und eine Melodiepfeife mit drei Kanälen, die neben der Melodie weitere Borduntöne hervorbringt. Sie unterscheidet sich dadurch – und weil sie keinen Blasebalg besitzt – deutlich von den anderen polnischen Sackpfeifentypen. In der Ukraine heißt eine Sackpfeife ebenfalls koza (oder duda). Zwei namensverwandte Sackpfeifen sind in der westpolnischen Region Großpolen als kozioł bekannt. Kozioł bezeichnet ferner eine Sackpfeife bei den Sorben.

## Herkunft
Sackpfeifen werden in vielen Sprachen schlicht mit dem Wort für „Pfeife“ bezeichnet, so etwa auf Polnisch, Tschechisch und in weiteren slawischen Sprachen als dudy, das wie Russisch, Ukrainisch und Ungarisch duda – hierzu auch Deutsch Dudel(sack) – auf dieselbe Wurzel wie Russisch dut („blasen“) zurückgeht und vermutlich mit dem lautmalerischen türkischen Wort düdük, ebenso duduk bis zu tutek im südlichen Zentralasien verwandt ist. Daneben dient wie beim deutschen Bock vielfach der Ziegenbock, dessen Fell bevorzugt zur Herstellung des Luftsacks verwendet wird, als Namensgeber. Polnisch und Ukrainisch koza, Polnisch und Sorbisch kozioł sowie Russisch kozel (козел) werden auf das urslawische koza (Plural kozy, „Ziege“) zurückgeführt. Zu diesem Wortumfeld in slawischen Sprachen gehören ferner kozieł („Bock“), kozlo („Zicklein“) und kozák („Ziegenhirt“). Im Polnischen wird koza ähnlich ausgesprochen wie kobza für eine polnische Langhalslaute, die mit ukrainischen Lauten (kobsa) und der rumänischen Kurzhalslaute cobză namensverwandt ist. Die mit dem sprachlichen Austausch von Schäfern in der Region begründete, doppelte Bedeutung dieses Wortumfelds für zwei Instrumentengattungen findet sich auch im Tschechischen. Eine andere Namensgruppe von Sackpfeifen enthält ebenfalls die Wortbedeutung „Ziegenbock“: Die auf dem Balkan verbreitete gajda und die spanische gaita gehen namentlich auf gotisch gaits, „Ziege“ (vgl. deutsch „Geiß“) zurück.
Konstruktiv könnte laut Curt Sachs (1915) die Entwicklung eines Blasinstruments mit einem flexiblen Windbehälter in Indien erfolgt sein (vgl. die indische mashak). Einer Quelle aus dem 1. Jahrhundert n. Chr. zufolge waren den antiken Griechen „Sackpfeifer“ (askaules) bekannt, danach sind jedoch für ein Jahrtausend keine Hinweise auf Sackpfeifen überliefert. Es gibt lediglich Spekulationen über archäologische Funde von gedoppelten Rohrblattinstrumenten aus Knochen bei den frühmittelalterlichen Awaren in Osteuropa, die mit einem in den Händen gehaltenen Windsack bespielt worden sein könnten.  Im zentralen Europa werden Sackpfeifen erst um die Wende vom 11. zum 12. Jahrhundert erwähnt, zunächst mit dem lateinischen Wort musa (vgl. musette). Emanuel Winternitz (1943) folgert aus den gesellschaftlichen Rahmenbedingungen des Sackpfeifenspiels, dass das Instrument wohl von einem Viehhirten erfunden worden sein dürfte, der viele Ziegen, aber wenig Wasser besaß und den Ziegenbalg als Wasserbehälter kannte. Ziegenfell ist das am häufigsten verwendete Material für den Windbehälter der Sackpfeifen und in zahlreichen Mythen sind Hausziegen mit dem Teufel verbunden. Im katholischen Glauben symbolisiert die ziegenartige Sackpfeife folglich in einem Dualismus die Gott abgewandte Seite in der Welt. Schäfer und die zu ihnen gehörende Flöte verkörpern demgegenüber die göttliche Schöpfung.

## Verbreitung

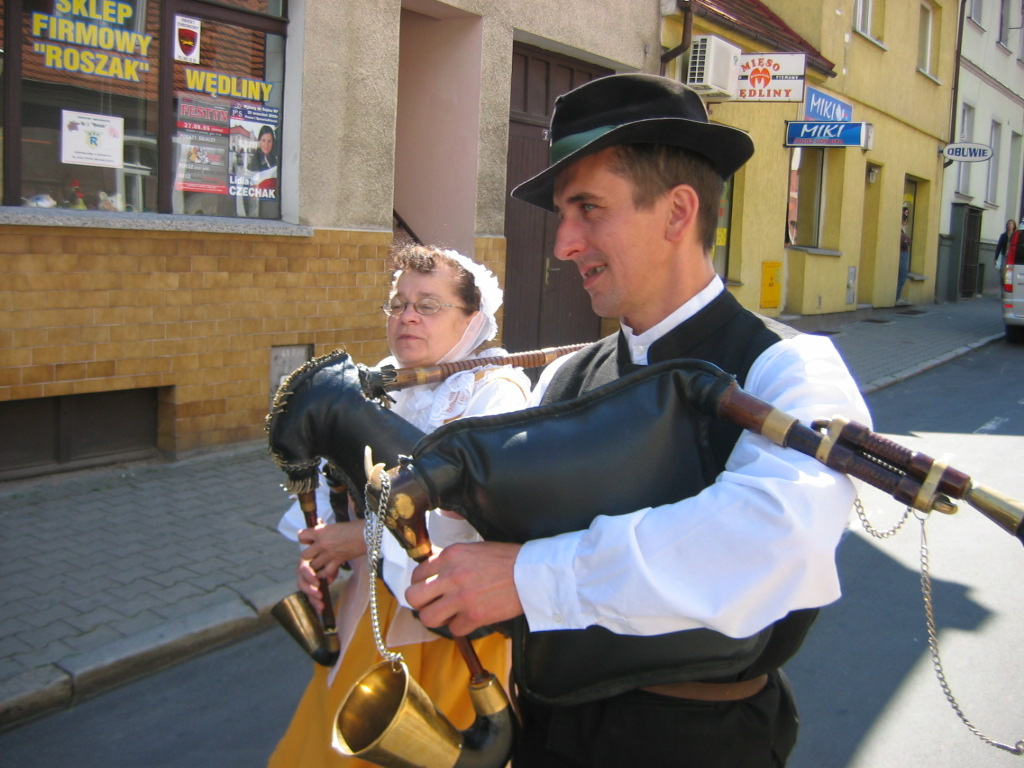
Polnische Sackpfeifen, die sich durch Blasebälge, gekrümmte Spielröhren und Schallbecher von der koza unterscheiden. Der Mann spielt eine dudy wielkopolskie die Frau eine kozioł czarny.

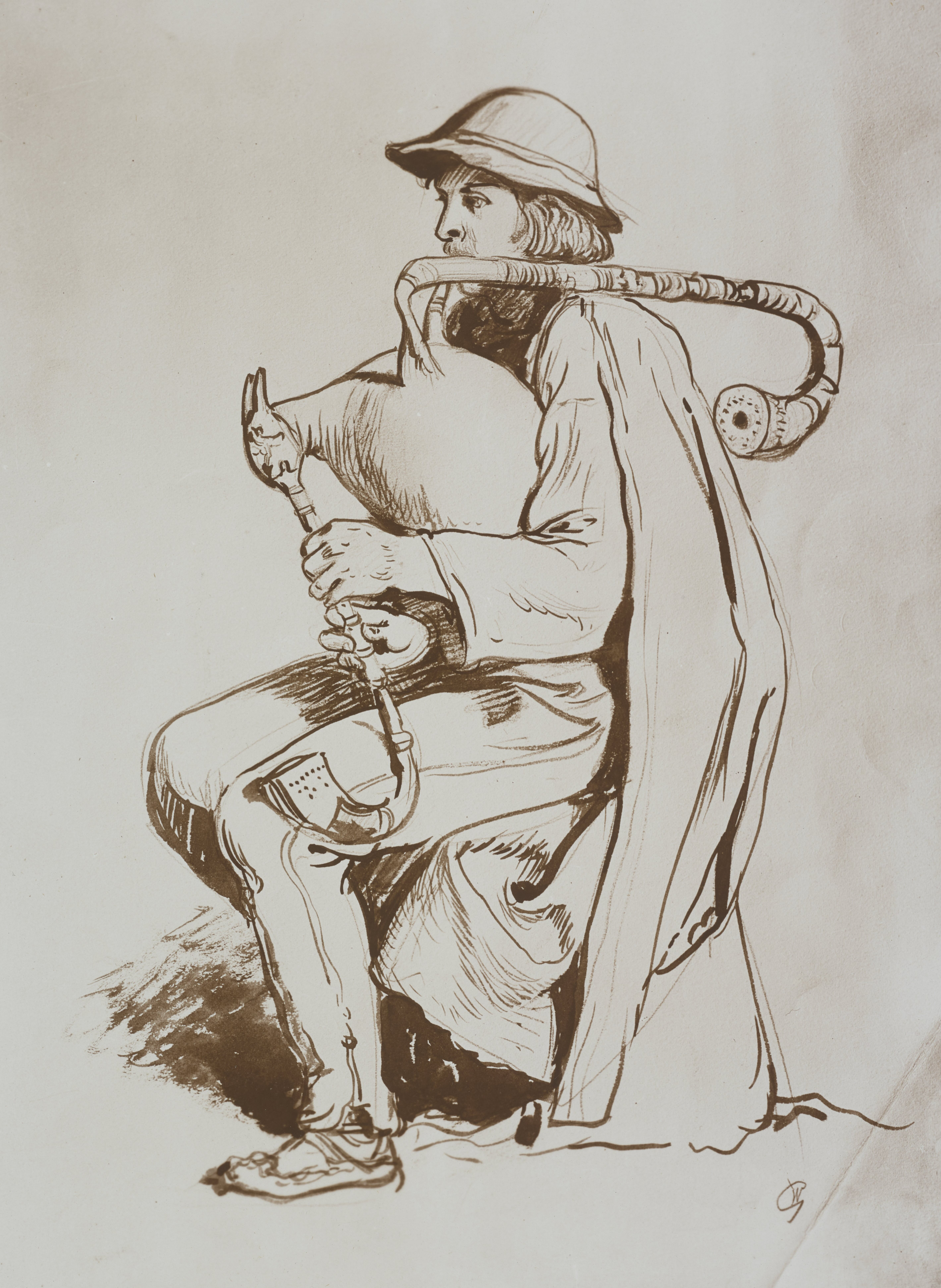
Ein Gorale in Podhale spielt eine Sackpfeife (dudy) mit Anblasrohr, einer Melodie- und einer Bordunröhre und gebogenen Schallbechern. Aquarellzeichnung vor 1939

Die einzigen Blasinstrumente, die in traditionellen polnischen Volksmusikensembles verwendet werden, sind Sackpfeifen. Zu den übrigen traditionellen Blasinstrumenten gehören drei lange Holztrompeten (regional trombita, ligawka und bazuna) und mehrere endgeblasene Schäferflöten mit (fulyrka) oder ohne Fingerlöcher (fujarka). Die westslawischen Sackpfeifen haben alle Pfeifen mit Einfachrohrblättern und nur eine Bordunpfeife. Die Luft wird durch einen Blasebalg zugeführt. Allein in der Region Großpolen sind fünf Typen bekannt. Den tiefsten Ton und den größten Tonumfang produziert der kozioł biały („weißer Ziegenbock“) im westlichen Polen, der eine Bordunpfeife (E♭) und eine Melodiepfeife mit acht Fingerlöchern besitzt (b♭–c′–d′–e♭′–f ′–g′–a♭′–b♭′–c″ und durch Überblasen zu erzielen: d″–e♭″). Der kozioł biały mit einem nach außen gewendeten, reinweißen Ziegenfell ist dem dudy wielkopolskie und dem Polnischen Bock ähnlich, der in deutschsprachigen Gebieten vom Ende des 16. bis zur Mitte des 18. Jahrhunderts besonders beliebt war. Funktionell und nach der Größe wird hiervon ein etwas kleinerer kozioł czarny do ślubny („schwarzer Ziegenbock der Hochzeit“, auch dudki doślubne, „Hochzeitsdudelsack“) unterschieden, dessen Windsack schwarz und glatt ist. Früher wurde der kozioł biały zusammen mit einer Violine und der kozioł czarny mit einer mazanki gespielt. Der höher gestimmte, westpolnische dudy hat einen etwas geringeren Tonumfang (f′–a′–b♭′–c″–d″–e♭″–f″–g″) und produziert den Bordunton B♭, der bei Bedarf verändert werden kann.
In den Schlesischen Beskiden kommt ein Dudelsack gajdy vor (b♭–e♭′–f′–g′–a♭′–b♭′–c″, Bordunton E♭), während in den angrenzenden Saybuscher Beskiden ein dudy genannter Typ gespielt wird (c′–e♭′–f′–g′–a′–b′–c″–d″, Bordunton F). Schriftlichen Quellen zufolge war die Verbreitung dieser regionalen Sackpfeifentypen früher wesentlich größer als heute. Als Übungsinstrument wird in Polen das Platerspiel siesieńki ohne Bordunpfeife verwendet.

## Bauform
Die koza unterscheidet sich von den anderen polnischen Dudelsäcken. Die Luftzufuhr erfolgt mit dem Mund über eine Anblasröhre anstelle eines Blasebalgs und statt einem Bordunton produziert die koza drei. Neben einer separaten Bordunpfeife (bąk) besitzt die koza eine Melodiepfeife (gajdzica oder fulorka), in der sich drei Bohrungen befinden: eine Bohrung ohne Fingerlöcher für einen hohen Bordunton, eine zweite mit einem Fingerloch für einen rhythmisch veränderlichen Bordunton und eine dritte Bohrung mit fünf Fingerlöchern für die Melodiebildung. Die Tonfolge der Melodieröhre ist b♭′–c″–d″–e♭″–f″–g″ mit den Borduntönen B♭, f’ und b♭. Nach einer anderen Angabe ist die gebräuchlichste Stimmung f’–g’–a’–(b♭’)–b’–c’’–d’’ für die Melodieröhre und F und c’ für die Borduntöne.
Die Pfeifen besitzen keine Schallbecher am Ende. Die kurze Melodiepfeife tritt rechtwinklig aus einem hölzernen Ziegenkopf hervor. Beim Spiel liegt die lange gerade Bordunpfeife an der rechten Schulter oder in der rechten Armbeuge des Musikers. Bei einem 1924 vom Tatra-Museum in Zakopane erworbenen Exemplar beträgt die Länge der Bordunpfeife 62 Zentimeter, der Melodiepfeife 17 Zentimeter und des Anblasrohrs (duhac) 12 Zentimeter. Der aus enthaartem, weißem Ziegenfell bestehende Luftsack (miech) misst 67 Zentimeter bei diesem Instrument. Für die Herstellung der Röhren wird rötlich-braunes Pflaumenholz bevorzugt.

## Spielweise
Sackpfeifen gehören zu den ältesten Instrumenten der Podhale-Musikkultur. Die seit dem 16. Jahrhundert in der Region Podhale bekannte koza wurde früher überwiegend solistisch von Schäfern und Wandermusikern verwendet. Das Instrument begleitete Tänze bei Hochzeiten und anderen gesellschaftlichen Anlässen. Bis zur Mitte des 19. Jahrhunderts war die in der Region Podhale bei solchen Anlässen aufgeführte Musik recht schlicht. Gelegentlich traten drei koza-Spieler zusammen auf. Um die Wende vom 19. zum 20. Jahrhundert wurde die koza weitgehend durch die Violine ersetzt. In den 1960er Jahren war Józef Galica (1908–1989) aus Olcza der letzte bekannte Schäfer, der in den Bergen koza spielte. Erst in den 1980er Jahren fruchteten Bestrebungen, das Spiel der koza wiederzubeleben.
Heute wird die koza ähnlich wie die schmale Fidel złóbcoki – das andere für die Region Podhale charakteristische Musikinstrument – gelegentlich in einer modernisierten polnischen Volksmusik gespielt, die sich regionaler Stilelemente bedient. Seit 1998 ist die koza zusammen mit anderen Sackpfeifen beim jährlichen Musikfest polnischer Sackpfeifenspieler Dudaskie Ostatki in Zakopane zu hören. Das Festival wird vom Musiker und Kulturvermittler Jan Karpiel-Bułecka organisiert.